# Champ Car World Series 2004
Champ Car World Series 2004 var den första säsongen efter konkursen av CART, och den första av de fyra säsongerna dominerade av Sébastien Bourdais.

## Säsongen

### Tävlingsändringar
Tävlingsprogrammet minskade av ekonomiska skäl till 14 deltävlingar, framför allt på bekostnad av ovalbanor, men även klassikern Mid-Ohio, samt Miami och Brands Hatch drabbades. För första gången i seriens historia var det bara två ovaler med, och bara en med medelfarter över 190 mph (Las Vegas).

## Delsegrare
| Bana             | Vinnare            | Team                | Rapport |
| ---------------- | ------------------ | ------------------- | ------- |
| Long Beach       | Paul Tracy         | Forsythe Racing     | *       |
| Monterrey        | Sébastien Bourdais | Newman/Haas Racing  | *       |
| Milwaukee        | Ryan Hunter-Reay   | Herdez Competition  | *       |
| Portland         | Sébastien Bourdais | Newman/Haas Racing  | *       |
| Cleveland        | Sébastien Bourdais | Newman/Haas Racing  | *       |
| Toronto          | Sébastien Bourdais | Newman/Haas Racing  | *       |
| Vancouver        | Paul Tracy         | Forsythe Racing     | *       |
| Road America     | Alex Tagliani      | Rocketsports Racing | *       |
| Denver           | Sébastien Bourdais | Newman/Haas Racing  | *       |
| Montréal         | Bruno Junqueira    | Newman/Haas Racing  | *       |
| Laguna Seca      | Patrick Carpentier | Forsythe Racing     | *       |
| Las Vegas        | Sébastien Bourdais | Newman/Haas Racing  | *       |
| Surfers Paradise | Bruno Junqueira    | Newman/Haas Racing  | *       |
| Mexico City      | Sébastien Bourdais | Newman/Haas Racing  | *       |

### Long Beach
| Plats | Förare             | Team                |
| ----- | ------------------ | ------------------- |
| 1     | Paul Tracy         | Forsythe Racing     |
| 2     | Bruno Junqueira    | Newman/Haas Racing  |
| 3     | Sébastien Bourdais | Newman/Haas Racing  |
| 4     | Patrick Carpentier | Forsythe Racing     |
| 5     | Mario Domínguez    | Herdez Competition  |
| 6     | Justin Wilson      | Conquest Racing     |
| 7     | Ryan Hunter-Reay   | Herdez Competition  |
| 8     | Alex Tagliani      | Rocketsports Racing |
| 9     | Mario Haberfeld    | Walker Racing       |
| 10    | Rodolfo Lavín      | Forsythe Racing     |

### Monterrey
| Plats | Förare             | Team                |
| ----- | ------------------ | ------------------- |
| 1     | Sébastien Bourdais | Newman/Haas Racing  |
| 2     | Bruno Junqueira    | Newman/Haas Racing  |
| 3     | Mario Domínguez    | Herdez Competition  |
| 4     | Patrick Carpentier | Forsythe Racing     |
| 5     | Alex Tagliani      | Rocketsports Racing |
| 6     | Justin Wilson      | Conquest Racing     |
| 7     | Paul Tracy         | Forsythe Racing     |
| 8     | Ryan Hunter-Reay   | Herdez Competition  |
| 9     | Roberto González   | PKV Racing          |
| 10    | Nelson Philippe    | Rocketsports Racing |

### Milwaukee
| Plats | Förare              | Team               |
| ----- | ------------------- | ------------------ |
| 1     | Ryan Hunter-Reay    | Herdez Competition |
| 2     | Patrick Carpentier  | Forsythe Racing    |
| 3     | Michel Jourdain Jr. | RuSPORT            |
| 4     | Jimmy Vasser        | PKV Racing         |
| 5     | A.J. Allmendinger   | PKV Racing         |
| 6     | Bruno Junqueira     | Newman/Haas Racing |
| 7     | Oriol Servià        | Dale Coyne Racing  |
| 8     | Mario Domínguez     | Herdez Competition |
| 9     | Rodolfo Lavín       | Forsythe Racing    |
| 10    | Mario Haberfeld     | Walker Racing      |

### Portland
| Plats | Förare             | Team                |
| ----- | ------------------ | ------------------- |
| 1     | Sébastien Bourdais | Newman/Haas Racing  |
| 2     | Bruno Junqueira    | Newman/Haas Racing  |
| 3     | Paul Tracy         | Forsythe Racing     |
| 4     | Patrick Carpentier | Forsythe Racing     |
| 5     | Justin Wilson      | Conquest Racing     |
| 6     | A.J. Allmendinger  | PKV Racing          |
| 7     | Alex Tagliani      | Rocketsports Racing |
| 8     | Jimmy Vasser       | PKV Racing          |
| 9     | Mario Haberfeld    | Walker Racing       |
| 10    | Roberto González   | PKV Racing          |

### Cleveland
| Plats | Förare             | Team                |
| ----- | ------------------ | ------------------- |
| 1     | Sébastien Bourdais | Newman/Haas Racing  |
| 2     | Bruno Junqueira    | Newman/Haas Racing  |
| 3     | Alex Tagliani      | Rocketsports Racing |
| 4     | Oriol Servià       | Dale Coyne Racing   |
| 5     | Jimmy Vasser       | PKV Racing          |
| 6     | A.J. Allmendinger  | PKV Racing          |
| 7     | Roberto González   | PKV Racing          |
| 8     | Mario Domínguez    | Herdez Competition  |
| 9     | Rodolfo Lavín      | Forsythe Racing     |
| 10    | Nelson Philippe    | Rocketsports Racing |

### Toronto
| Plats | Förare             | Team                |
| ----- | ------------------ | ------------------- |
| 1     | Sébastien Bourdais | Newman/Haas Racing  |
| 2     | Jimmy Vasser       | PKV Racing          |
| 3     | Patrick Carpentier | Forsythe Racing     |
| 4     | Mario Haberfeld    | Walker Racing       |
| 5     | Paul Tracy         | Forsythe Racing     |
| 6     | Gastón Mazzacane   | Dale Coyne Racing   |
| 7     | Alex Tagliani      | Rocketsports Racing |
| 8     | Ryan Hunter-Reay   | Herdez Competition  |
| 9     | Oriol Servià       | Dale Coyne Racing   |
| 10    | Alex Sperafico     | Conquest Racing     |

### Vancouver
| Plats | Förare              | Team                |
| ----- | ------------------- | ------------------- |
| 1     | Paul Tracy          | Forsythe Racing     |
| 2     | Michel Jourdain Jr. | RuSPORT             |
| 3     | A.J. Allmendinger   | PKV Racing          |
| 4     | Bruno Junqueira     | Newman/Haas Racing  |
| 5     | Sébastien Bourdais  | Newman/Haas Racing  |
| 6     | Mario Domínguez     | Herdez Competition  |
| 7     | Alex Tagliani       | Rocketsports Racing |
| 8     | Ryan Hunter-Reay    | Herdez Competition  |
| 9     | Mario Haberfeld     | Walker Racing       |
| 10    | Jimmy Vasser        | PKV Racing          |

### Road America
| Plats | Förare              | Team                |
| ----- | ------------------- | ------------------- |
| 1     | Alex Tagliani       | Rocketsports Racing |
| 2     | Rodolfo Lavín       | Forsythe Racing     |
| 3     | Sébastien Bourdais  | Newman/Haas Racing  |
| 4     | Ryan Hunter-Reay    | Herdez Competition  |
| 5     | Mario Domínguez     | Herdez Competition  |
| 6     | Oriol Servià        | Dale Coyne Racing   |
| 7     | Justin Wilson       | Conquest Racing     |
| 8     | Jimmy Vasser        | PKV Racing          |
| 9     | Michel Jourdain Jr. | RuSPORT             |
| 10    | Guy Smith           | Rocketsports Racing |

### Denver
| Plats | Förare             | Team                |
| ----- | ------------------ | ------------------- |
| 1     | Sébastien Bourdais | Newman/Haas Racing  |
| 2     | Paul Tracy         | Forsythe Racing     |
| 3     | Bruno Junqueira    | Newman/Haas Racing  |
| 4     | Mario Domínguez    | Herdez Competition  |
| 5     | A.J. Allmendinger  | PKV Racing          |
| 6     | Oriol Servià       | Dale Coyne Racing   |
| 7     | Justin Wilson      | Conquest Racing     |
| 8     | Mario Haberfeld    | Walker Racing       |
| 9     | Patrick Carpentier | Forsythe Racing     |
| 10    | Alex Tagliani      | Rocketsports Racing |

### Montréal
| Plats | Förare              | Team                |
| ----- | ------------------- | ------------------- |
| 1     | Bruno Junqueira     | Newman/Haas Racing  |
| 2     | Patrick Carpentier  | Forsythe Racing     |
| 3     | Mario Domínguez     | Herdez Competition  |
| 4     | Paul Tracy          | Forsythe Racing     |
| 5     | A.J. Allmendinger   | PKV Racing          |
| 6     | Michel Jourdain Jr. | RuSPORT             |
| 7     | Alex Tagliani       | Rocketsports Racing |
| 8     | Jimmy Vasser        | PKV Racing          |
| 9     | Oriol Servià        | Dale Coyne Racing   |
| 10    | Roberto González    | PKV Racing          |

### Laguna Seca
| Plats | Förare              | Team                |
| ----- | ------------------- | ------------------- |
| 1     | Patrick Carpentier  | Forsythe Racing     |
| 2     | Bruno Junqueira     | Newman/Haas Racing  |
| 3     | Oriol Servià        | Dale Coyne Racing   |
| 4     | Michel Jourdain Jr. | RuSPORT             |
| 5     | Ryan Hunter-Reay    | Herdez Competition  |
| 6     | Alex Tagliani       | Rocketsports Racing |
| 7     | Mario Haberfeld     | Walker Racing       |
| 8     | Sébastien Bourdais  | Newman/Haas Racing  |
| 9     | Guy Smith           | Rocketsports Racing |
| 10    | Paul Tracy          | Forsythe Racing     |

### Las Vegas
| Plats | Förare             | Team                |
| ----- | ------------------ | ------------------- |
| 1     | Sébastien Bourdais | Newman/Haas Racing  |
| 2     | Bruno Junqueira    | Newman/Haas Racing  |
| 3     | Patrick Carpentier | Forsythe Racing     |
| 4     | Rodolfo Lavín      | Forsythe Racing     |
| 5     | Jimmy Vasser       | PKV Racing          |
| 6     | A.J. Allmendinger  | PKV Racing          |
| 7     | Mario Domínguez    | Herdez Competition  |
| 8     | Justin Wilson      | Conquest Racing     |
| 9     | Nelson Philippe    | Rocketsports Racing |
| 10    | Roberto González   | PKV Racing          |

### Surfers Paradise
| Plats | Förare             | Team                |
| ----- | ------------------ | ------------------- |
| 1     | Bruno Junqueira    | Newman/Haas Racing  |
| 2     | Sébastien Bourdais | Newman/Haas Racing  |
| 3     | Mario Domínguez    | Herdez Competition  |
| 4     | Paul Tracy         | Forsythe Racing     |
| 5     | Ryan Hunter-Reay   | Herdez Competition  |
| 6     | A.J. Allmendinger  | PKV Racing          |
| 7     | David Besnard      | Walker Racing       |
| 8     | Justin Wilson      | Conquest Racing     |
| 9     | Guy Smith          | Rocketsports Racing |
| 10    | Nelson Philippe    | Rocketsports Racing |

### Mexico City
| Plats | Förare              | Team               |
| ----- | ------------------- | ------------------ |
| 1     | Sébastien Bourdais  | Newman/Haas Racing |
| 2     | Bruno Junqueira     | Newman/Haas Racing |
| 3     | A.J. Allmendinger   | PKV Racing         |
| 4     | Justin Wilson       | Conquest Racing    |
| 5     | Jimmy Vasser        | PKV Racing         |
| 6     | Patrick Carpentier  | Forsythe Racing    |
| 7     | Oriol Servià        | Dale Coyne Racing  |
| 8     | Mario Domínguez     | Herdez Competition |
| 9     | Michel Jourdain Jr. | RuSPORT            |
| 10    | Paul Tracy          | Forsythe Racing    |

## Slutställning
| Plats | Förare              | Team                | Poäng |
| ----- | ------------------- | ------------------- | ----- |
| 1     | Sébastien Bourdais  | Newman/Haas Racing  | 369   |
| 2     | Bruno Junqueira     | Newman/Haas Racing  | 341   |
| 3     | Patrick Carpentier  | Forsythe Racing     | 266   |
| 4     | Paul Tracy          | Forsythe Racing     | 254   |
| 5     | Mario Domínguez     | Herdez Competition  | 244   |
| 6     | A.J. Allmendinger   | PKV Racing          | 229   |
| 7     | Alex Tagliani       | Rocketsports Racing | 218   |
| 8     | Jimmy Vasser        | PKV Racing          | 201   |
| 9     | Ryan Hunter-Reay    | Herdez Competition  | 199   |
| 10    | Oriol Servià        | Dale Coyne Racing   | 199   |
| 11    | Justin Wilson       | Conquest Racing     | 188   |
| 12    | Michel Jourdain Jr. | RuSPORT             | 185   |
| 13    | Mario Haberfeld     | Walker Racing       | 157   |
| 14    | Rodolfo Lavín       | Forsythe Racing     | 156   |
| 15    | Roberto González    | PKV Racing          | 136   |
| 16    | Nelson Philippe     | Rocketsports Racing | 89    |
| 17    | Gastón Mazzacane    | Dale Coyne Racing   | 74    |
| 18    | Guy Smith           | Rocketsports Racing | 53    |
| 19    | Alex Sperafico      | Conquest Racing     | 47    |
| 20    | David Besnard       | Walker Racing       | 18    |

## Resultat
| Plats | Förare              | LB  | Mty | Mil | Por | Cle | Tor | Van | RA  | Den | Mon | Lag | LasV | Aus | Mex | Poäng |
| ----- | ------------------- | --- | --- | --- | --- | --- | --- | --- | --- | --- | --- | --- | ---- | --- | --- | ----- |
| 1     | Sébastien Bourdais  | 3   | 1   | Ret | 1   | 1   | 1   | 5   | 3   | 1   | Ret | 8   | 1    | 2   | 1   | 369   |
| 2     | Bruno Junqueira     | 2   | 2   | 6   | 2   | 2   | Ret | 4   | 15  | 3   | 1   | 2   | 2    | 1   | 2   | 341   |
| 3     | Patrick Carpentier  | 4   | 4   | 2   | 4   | Ret | 3   | Ret | 14  | 9   | 2   | 1   | 3    | Ret | 6   | 266   |
| 4     | Paul Tracy          | 1   | 7   | Ret | 3   | Ret | 5   | 1   | 12  | 2   | 4   | 10  | Ret  | 4   | 10  | 254   |
| 5     | Mario Domínguez     | 5   | 3   | 8   | Ret | 8   | Ret | 6   | 5   | 4   | 3   | 11  | 7    | 3   | 8   | 244   |
| 6     | A.J. Allmendinger   | 12  | Ret | 5   | 6   | 6   | 11  | 3   | 13  | 5   | 5   | Ret | 6    | 6   | 3   | 229   |
| 7     | Alex Tagliani       | 8   | 5   | 13  | 7   | 3   | 7   | 7   | 1   | 10  | 7   | 6   | 16   | Ret | 11  | 218   |
| 8     | Jimmy Vasser        | Ret | Ret | 4   | 8   | 5   | 2   | 10  | 8   | Ret | 8   | Ret | 5    | 12  | 5   | 201   |
| 9     | Ryan Hunter-Reay    | 7   | 8   | 1   | 12  | 11  | 8   | 8   | 4   | Ret | Ret | 5   | 13   | 5   | 19  | 199   |
| 9     | Oriol Servià        | Ret | 14  | 7   | 11  | 4   | 9   | 12  | 6   | 6   | 9   | 3   | 12   | 13  | 7   | 199   |
| 11    | Justin Wilson       | 6   | 6   | 11  | 5   | Ret | 12  | 14  | 7   | 7   | Ret | Ret | 8    | 8   | 4   | 188   |
| 12    | Michel Jourdain Jr. | 11  | 11  | 3   | 14  | Ret | Ret | 2   | 9   | 14  | 6   | 4   | 11   | Ret | 9   | 185   |
| 13    | Mario Haberfeld     | 9   | Ret | 10  | 9   | Ret | 4   | 9   | 11  | 8   | 13  | 7   | 14   | 14  | 15  | 157   |
| 14    | Rodolfo Lavín       | 10  | 13  | Ret | Ret | 9   | Ret | Ret | 2   | 11  | 11  | 12  | 4    | 15  | 13  | 156   |
| 15    | Roberto González    | Ret | 9   | Ret | 10  | 7   | Ret | 13  | 16  | 12  | 10  | Ret | 10   | 11  | 12  | 136   |
| 16    | Nelson Philippe     | 13  | 10  | 14  | 15  | 10  |     |     |     | 14  | 13  | 16  | 13   | 14  | 19  | 89    |
| 17    | Gastón Mazzacane    |     |     | Ret | 13  | 12  | 6   | DNS | Ret | 15  | 12  | 13  | 15   |     |     | 73    |
| 18    | Guy Smith           |     |     |     |     |     |     |     | 10  | Ret | Ret | 9   | Ret  | 9   | 17  | 53    |
| 19    | Alex Sperafico      | Ret | Ret | 15  | 16  | 13  | 10  | Ret | 17  |     |     |     |      |     |     | 47    |
| 20    | David Besnard       |     |     |     |     |     |     |     |     |     |     |     |      | 7   |     | 18    |
| 21    | Memo Gidley         |     |     |     |     |     | Ret | 11  |     |     |     |     |      |     |     | 15    |
| 22    | Tarso Marques       | Ret | Ret |     |     |     |     |     |     |     |     |     |      |     | 18  | 9     |
| 23    | Michael Valiante    |     |     |     |     |     |     |     |     |     |     |     |      |     | 14  | 7     |
| 24    | Jarek Janiš         |     |     |     |     |     |     |     |     |     |     |     |      | Ret |     | 3     |
| Plats | Förare              | LB  | Mty | Mil | Por | Cle | Tor | Van | RA  | Den | Mon | Lag | LasV | Aus | Mex | Poäng |